# Build Back Better Plan

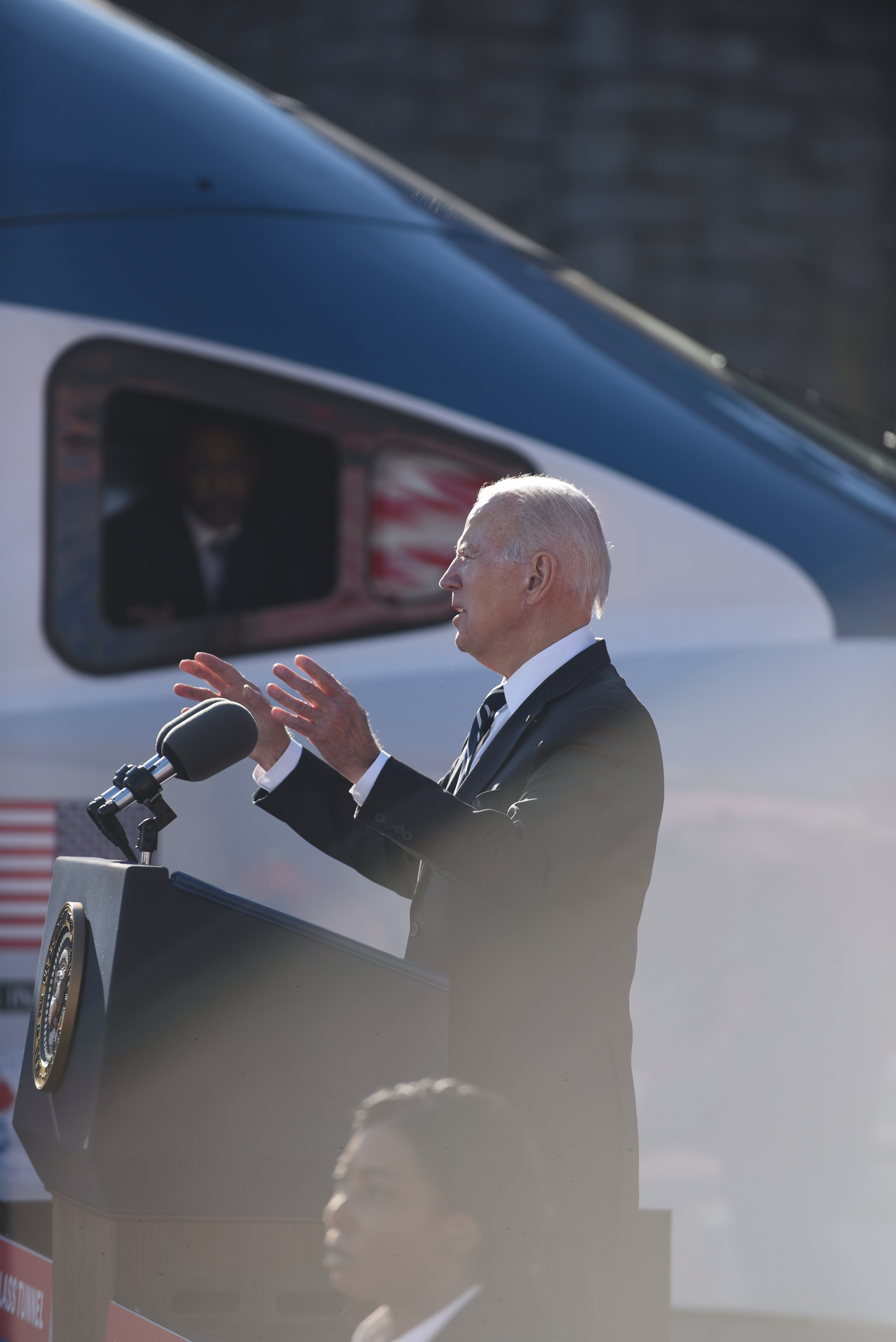
Joe Bide fazendo um discurso sobre infraestrutura.

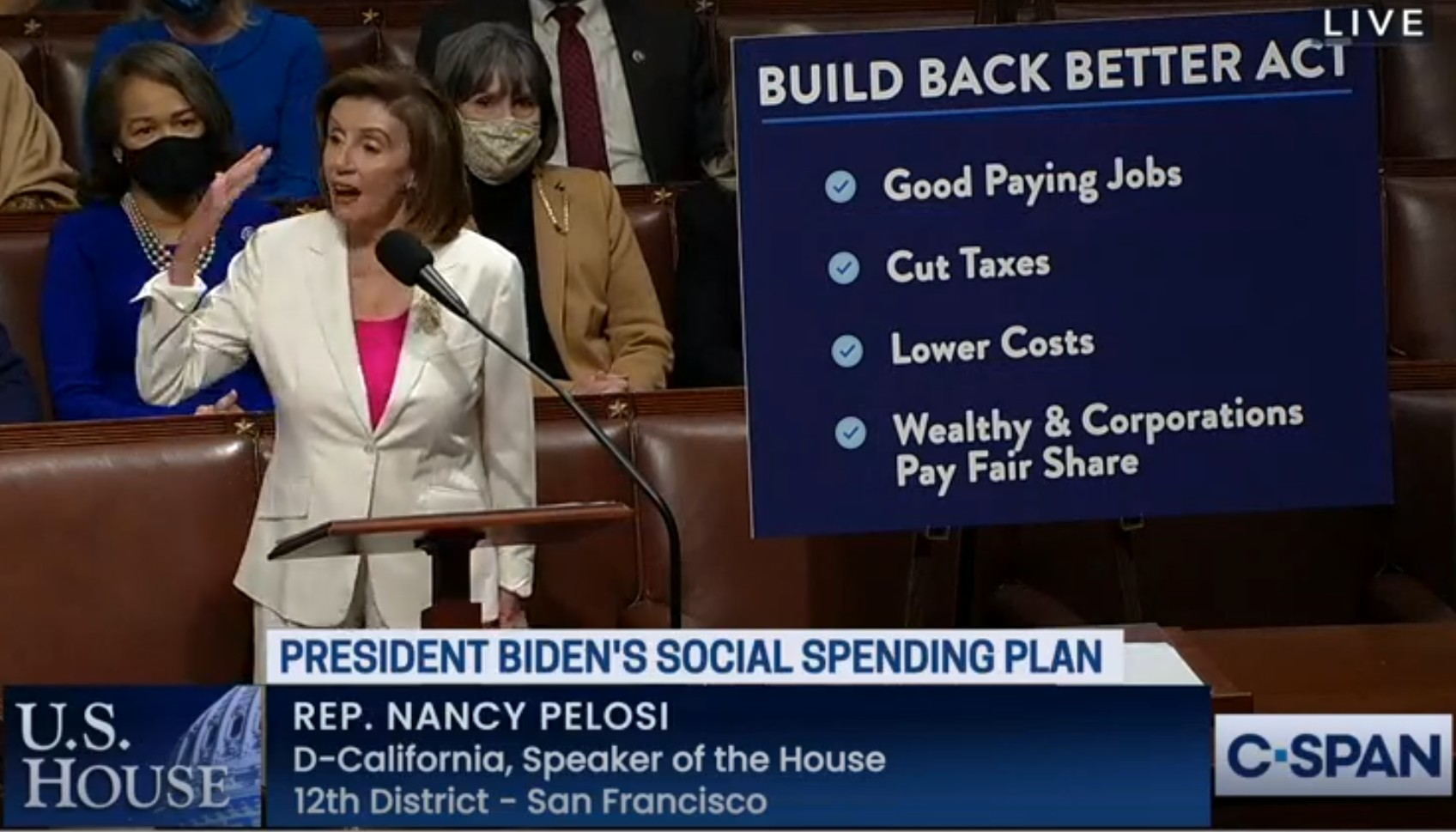
Nancy Pelosi apela ao voto na proposta Build Back Better a 19 de novembro, de 2021

A agenda Build Back Better Plan, ou Build Back Better, foi uma estrutura legislativa proposta pelo presidente dos Estados Unidos, Joe Biden, entre 2020 e 2021. Geralmente considerada ambiciosa em tamanho e escopo, ela buscava fazer os maiores investimentos públicos nacionais em áreas sociais, infraestrutura e programas ambientais desde as políticas da era da Grande Depressão dos anos 1930 do New Deal.
O plano foi dividido em três partes, a primeira das quais foi o American Rescue Plan (ARP), um projeto de lei de alívio da COVID-19. As outras duas partes foram o American Jobs Plan (AJP), uma proposta para atender às necessidades de infraestrutura há muito negligenciadas e reduzir as contribuições dos Estados Unidos para os efeitos destrutivos das mudanças climáticas, e o American Families Plan (AFP), uma proposta para financiar uma variedade de iniciativas de política social, algumas das quais (por exemplo, licença familiar remunerada) nunca haviam sido promulgadas nacionalmente nos EUA